# Blue Thermal
Blue Thermal (ブルーサーマル -青凪大学体育会航空部-, Burū Sāmaru: Aonagi Daigaku Taiiku-kai Kōkū-bu) és una sèrie de manga japonesa de Kana Ozawa. Es va publicar a la revista de manga seinen de l'editorial Shinchosha Monthly Comic @ Bunch entre l'abril de 2015 i el novembre de 2017 i es va recollir en cinc volums tankōbon.
Un manga preqüela d'Ozawa titulat Blue Thermal: First Flight (ブルーサーマル FIRST FLIGHT) es va serialitzar en línia al lloc web Line Manga de Line Corporation entre novembre de 2021 i gener de 2022 i va ser recollit en un únic volum tankōbon per Shinchoshaōbon.
Una adaptació cinematogràfica d'anime de Telecom Animation Film es va estrenar al Japó el març de 2022. Es va estrenar als cinemes en català el 17 de març de 2023.

## Sinopsi
La Tamaki es trasllada a Tòquio a la recerca d'una vida universitària normal, amb activitats socials i relacions romàntiques. Poc després d'ingressar a la universitat, però, danya accidentalment el planador d'un noi, en Sorachi, i ha de treballar al club d'aviació per pagar els danys.